# Episodi di Fairly Legal (prima stagione)
La prima stagione della serie televisiva Fairly Legal è stata trasmessa in prima visione assoluta negli Stati Uniti d'America dal canale via cavo USA Network dal 20 gennaio al 24 marzo 2011.
In Italia la stagione è stata trasmessa in prima visione dal canale pay Mya, della piattaforma Mediaset Premium, dal 10 ottobre al 19 dicembre 2011, mentre in chiaro è stata trasmessa da Rai 4 dal 29 settembre 2012.
| nº | Titolo originale        | Titolo italiano            | Prima TV USA     | Prima TV Italia  |
| -- | ----------------------- | -------------------------- | ---------------- | ---------------- |
| 1  | Pilot                   | Un nuovo inizio (1ª parte) | 20 gennaio 2011  | 10 ottobre 2011  |
| 1  | Pilot                   | Un nuovo inizio (2ª parte) | 20 gennaio 2011  | 17 ottobre 2011  |
| 2  | Priceless               | Senza prezzo               | 27 gennaio 2011  | 24 ottobre 2011  |
| 3  | Benched                 | In panchina                | 3 febbraio 2011  | 31 ottobre 2011  |
| 4  | Bo Me Once              | Reinventare il passato     | 10 febbraio 2011 | 7 novembre 2011  |
| 5  | The Two Richards        | I due Richard              | 17 febbraio 2011 | 14 novembre 2011 |
| 6  | Believers               | In buona fede              | 24 febbraio 2011 | 21 novembre 2011 |
| 7  | Coming Home             | Furto d'identità           | 3 marzo 2011     | 28 novembre 2011 |
| 8  | UltraVinyl              | Mondi paralleli            | 10 marzo 2011    | 5 dicembre 2011  |
| 9  | My Best Friend's Prenup | L'accordo prematrimoniale  | 17 marzo 2011    | 12 dicembre 2011 |
| 10 | Bridges                 | Incidente diplomatico      | 24 marzo 2011    | 19 dicembre 2011 |